# Riccardo Baffelli
Riccardo Baffelli (Lodi, 16 ottobre 1971) è un hockeista su pista e allenatore di hockey su pista italiano.

## Palmarès
- Europeo juniores 1990